# Henri De Deken
Henri De Deken (Schoten, 3 agosto 1907 – Anversa, 12 febbraio 1960) è stato un calciatore belga.

## Carriera

### Club
De Deken iniziò la sua carriera nel Anversa con i suoi fratelli Bob (1906-1966), Frans (1912-2004) e Albert (1915-2003); rimane in squadra dal 1925 al 1937, giocando 180 partite e senza mai segnare nella prima divisione belga.

### Nazionale
Nel 1930 De Deken disputò il Mondiale 1930 con la Nazionale belga. Chiuse la carriera nell'Olympic Charleroi.

## Palmarès

### Club
- Campionato belga: 2

Anversa: 1928-1929, 1930-1931